# ستاره پاپ (فیلم)
«ستاره پاپ» (انگلیسی: Popstar (film)) فیلمی در ژانر کمدی رمانتیک است که در سال ۲۰۰۵ منتشر شد.

## بازیگران
- آرون کارتر
- دیوید کسیدی
- آدریان پالیکی
- اندرو استیونز
- لیف گرت
- تریسی اسکاگینز